# محمودآباد (نگار)
محمودآباد ۱ (بردسیر)، روستایی از توابع بخش نگار شهرستان بردسیر در استان کرمان ایران است.

## جمعیت
این روستا در دهستان نگار قرار دارد و براساس سرشماری مرکز آمار ایران در سال ۱۳۸۵، جمعیت آن ۹۹ نفر (۲۵خانوار) بوده‌است.